# Jervenpe
Jervenpe (fin. Järvenpää, šved. Träskända) je opština i grad od 39 000 stanovnika u okrugu Nova Zemlja (fin. Uusimaa) u južnoj Finskoj. Reč Järvenpää znači „vrh jezera“ – grad nosi to ime jer se najseverniji deo jezera Tusula (fin. Tuusulanjärvi) nalazi u centru Jervenpea.

## Geografija
Jervenpe se nalazi na železničkoj trasi Helsinki-Rihimeki (fin. Riihimäki), oko 37 kilometara od Helsinkija. Grad se graniči sa Tusulom (fin. Tuusula, šved. Tusby), Sipom (fin. Sipoo, šved. Sibbo) i Mentselom (fin. Mäntsälä, šved. Mäntsälä).

## Saobraćaj
Jervenpe se nalazi trideset minuta od Helsinkija vozom ili kolima, a oko dvadeset pet minuta od glavnog aerodroma (Helsinki-Vantaa). Glavna železnička pruga ide kroz centar grada. Osim glavne stanice (Järvenpää), u opštini se nalaze i železničke stanice Ainola, Saunakallio i Haarajoki. Do Helsinkija se može putovati i autobusom, ali put traje oko sat vremena. Jervenpe se, takođe, nalazi na auto-putu (valtatie 4 / E75).

## Turizam i kultura
Najčuveniji stanovnik Jervenpea je bio kompozitor Žan Sibelijus (1865-1957), koji je dugo živeo u Ainoli sa svojom ženom. Posle njihove smrti Ainola je postala muzej. Ainola se nalazi oko dva kilometra prema jugu od centra grada i otvorena je posetiocima svake godine od maja do septembra. Sibelijusov spomenik se nalazi pored biblioteke grada Jervenpea. 
I drugi umetnici su, takođe, živeli u Jervenpeu i u blizini počev od 1890. godine: pisac Juhani Aho, slikar Ero Jernefelt (Eero Järnefelt), umetnik Peka Halonen (Pekka Halonen) i pesnik Juhana Henrik Erko (Juhana Henrik Erkko). Neke od njihovih kuća na obali jezera Tusula danas su muzeji, u kojima posetioci mogu uživati u umetničkoj atmosferi s početka XX veka.
Različiti događaji se organizuju tokom godine u Domu Järvenpää (Järvenpää-talo). Jervenpe-talo je centar za kulturu, sastanke i kongrese u centru grada i nalazi se pored gradske biblioteke i železničke stanice.
Nova crkva u Jervenpeu je primerak betonskog brutalizma iz 1960. godine. Rukovodstvo finske crkve (Kirkkohallitus) čuva crkvu kao tipični primerak arhitekture ovog doba. U glasanju časopisa „Kotimaa“ iz 2009. godine ova crkva je izabrana za najružniju crkvu u Finskoj.

### Događaji
Puistoblues je muzički festival koji se u Jervenpeu organizuje krajem juna i početkom jula. Festival poseti oko 120 000 posetilaca, što znači da je možda četvrti najveći muzički događaj u Finskoj. Puistoblues je među najvećim bluz festivalima u Evropi. Prvi Puistoblues je održan 1978. godine.

## Sport
U Jervenpeu ima skoro devedeset sportskih klubova, u kojima se vežba sedamdeset različitih sportova. Neki od sportskih objekata su: zatvoreni bazen sa centrom za razne sportove, zatvoreni centar za klizanje i (otvoreni) stadion za atletiku.
Za Jervenpe su karakteristični sportovi na jezeru i oko njega: zimi, kad na jezeru Tusula ima dovoljno leda, jezero postane popularno mesto za rekreaciju, uglavnom za (nordijsko) skijanje i klizanje. Popularne aktivnosti leti su biciklizam i vožnja rolera oko jezera.

## Spoljašnje veze
- Opština Jervenpea
- Puistoblues festival
- Ainola muzej
- Jervenpe-talo
- Železnice Finske